# Panzer-Lehr-Regiment 130
Het Panzer-Lehr-Regiment 130 was een Duits tankregiment van de Wehrmacht tijdens de Tweede Wereldoorlog.

## Krijgsgeschiedenis

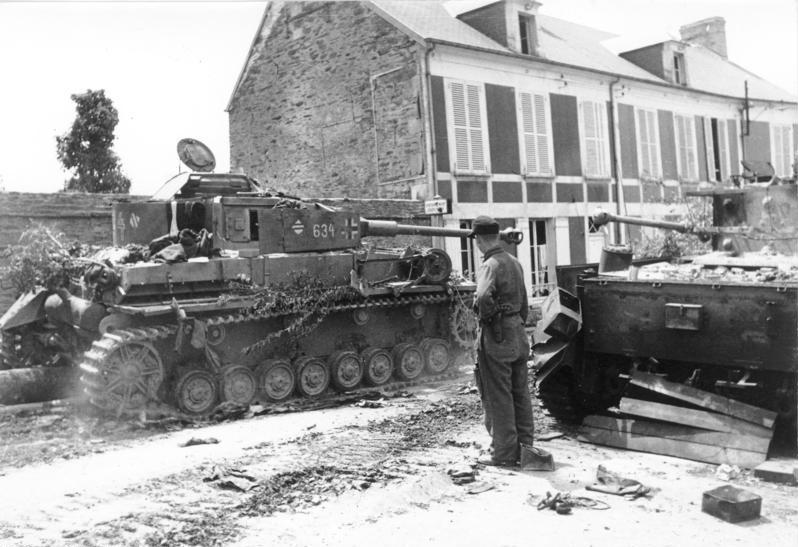
Vernietigde PzKw IV van het regiment in Villers-Bocage in juni 1944

Panzer-Lehr-Regiment 130 werd opgericht in januari 1944 bij Nancy-Verdun in Frankrijk. De staf was al op 4 januari 1943 opgesteld. De I. Abteilung kwam van het Panzer-Lehr-regiment en werd in januari 1944 omgedoopt in II. Abteilung. Als nieuwe I. Abteilung werd de I./Pz.Reg. 6 in januari 1944 in het regiment opgenomen.
Het regiment maakte bij oprichting deel uit van de Panzer-Lehr-Division en bleef dat gedurende zijn hele bestaan.
Het regiment capituleerde (met de rest van de divisie) in de Ruhrkessel aan de 99e Amerikaanse Infanteriedivisie op 15 april 1945.

## Samenstelling bij oprichting
- I. Abteilung met 4 compagnieën (1-4)
- II. Abteilung met 4 compagnieën (5-8)

## Wijzigingen in samenstelling
De origineel bedoelde I. Abteilung werd een Panther-Abteilung. Maar dit werd zo traag uitgevoerd, dat de Abteilung pas in augustus 1944 zijn Panther’s kreeg. In plaats van naar het Panzer-Lehr-Regiment 130 te gaan, werd de Abteilung vanaf 2 september 1944 onderdeel van de Panzerbrigade 113. Na de ontbinding hiervan op 1 oktober, keerde de Abteilung officieel terug naar zijn regiment, maar de facto pas in februari 1945 na opgefrist te zijn. Het tot 1 oktober 1944 als Panther-Abteilung fungerende I./Pz.6 keerde daarop naar zijn eigen regiment (Panzerregiment 6) terug en trad daar vanaf 8 november weer op als echte I./Pz.6.

## Opmerkingen over schrijfwijze
- Abteilung is in dit geval in het Nederlands een tankbataljon.
- II./Pz.Lehr-Rgt. 130 = het 2e Tankbataljon van Panzer-Lehr-Regiment 130

## Commandanten
| Rang   | Naam            | Begin           | Eind         |
| ------ | --------------- | --------------- | ------------ |
| Oberst | Rudolf Gerhardt | 1 november 1943 | januari 1945 |

Oberst Gerhard trad tijdelijk op als commandant van de Panzer-Lehr-Division van 2 augustus tot 8 september 1944. Onbekend wie hem verving gedurende deze korte tijd.
Panzerregiment 1 · Panzerregiment 2 · Panzerregiment 3 · Panzerregiment 4 · Panzerregiment 5 · Panzerregiment 6 · Panzerregiment 7 · Panzerregiment 8 · Panzerregiment 9 · Panzerregiment 10 · Panzerregiment 11 · Panzerregiment 15 · Panzerregiment 16 · Panzerregiment 17 · Panzerregiment 18 · Panzerregiment 21 · Panzerregiment 22 · Panzerregiment 23 · Panzerregiment 24 · Panzerregiment 25 · Panzerregiment 26 · Panzerregiment 27 · Panzerregiment 28 · Panzerregiment 29 · Panzerregiment 31 · Panzerregiment 33  · Panzerregiment 35 · Panzerregiment 36 · Panzerregiment 39 · Panzerregiment 69 · Panzerregiment 80 · Panzerregiment 100 · Panzerregiment 101 · Panzerregiment 102 · Panzerregiment 116 · Panzerregiment 118 · Panzer-Lehr-Regiment 130 · Panzerregiment 201 · Panzerregiment 202 · Panzerregiment 203 · Panzerregiment 204 · Schweres Panzer-Regiment Bäke · Panzerregiment Brandenburg · Panzerregiment Coburg · Panzerregiment Feldherrnhalle · Panzerregiment Feldherrnhalle 2 · Panzerregiment Hermann Göring · Panzerregiment Großdeutschland · Panzerregiment Kurmark · Panzerregiment von Lauchert · Panzerregiment Major Rettemeier · Fallschirm-Panzerregiment 1 · Fallschirm-Panzerregiment 21 · SS-Panzerregiment 1 LSSAH · SS-Panzerregiment 2 · SS-Panzerregiment 3 · SS-Panzerregiment 5 · SS-Panzerregiment 9 · SS-Panzerregiment 10 · SS-Panzerregiment 11 · SS-Panzerregiment 12